# Доуран, Аббас
Аббас Доуран (1950—1982) — иранский летчик, герой ирано-иракской войны, полковник. С начала войны до 1982 года совершил более 900 боевых вылетов. 21 июля 1982 года Доуран на своем F-4 вылетел на бомбардировку нефтеперерабатывающего завода ад-Дура в южном Багдаде. Сразу после успешного бомбометания самолёт Доурана был сбит иракскими силами ПВО. Напарник Доурана катапультировался и был взят в плен, а сам полковник направил свой самолёт в центр иракской столицы и врезался в гостиницу аль-Рашид, где через несколько дней по личной инициативе Саддама Хусейна должна была пройти конференция Движения неприсоединения. Таким образом, план Саддама продемонстрировать миру стабильность в Ираке был сорван. Конференция была проведена в Нью-Дели.
Через 20 лет, 21 июля 2002 года Ирак вернул останки Доурана Ирану. Перезахоронен на родине, в Ширазе.